# Ulf Bossel

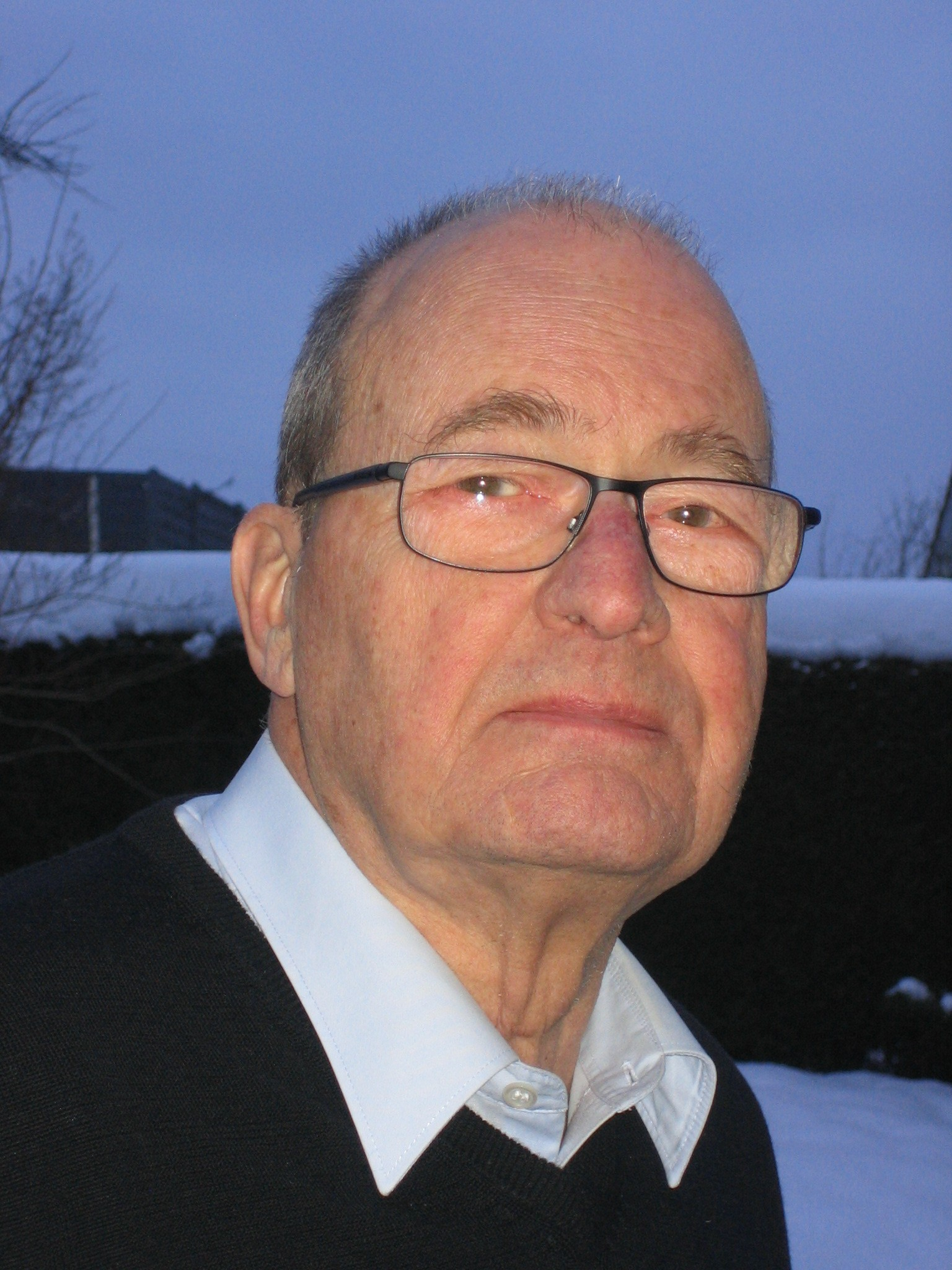
Ulf Bossel (2015)

Ulf Bossel (* 24. April 1936 in Braunschweig) ist ein deutsch-schweizerischer Maschinenbauingenieur, Wissenschaftler, Unternehmer und Buchautor.

## Werdegang
Bossel schloss seine Schulausbildung 1956 mit dem Abitur in Korbach ab. Das Vordiplom in Maschinenbau erhielt er 1959 an der TH Darmstadt. An der ETH Zürich schloss er das Studium in Maschinenbau mit dem Diplom 1961 ab. 1968 wurde er an der University of California, Berkeley in Mechanical Engineering promoviert (Ph.D.). Seine Dissertation handelt von der Erzeugung intensiver Molekularstrahlen mit Hilfe eines aerodynamischen Verfahrens. Von 1968 bis 1970 war er Assistant Professor für Mechanical and Aerospace Engineering an der Syracuse University. 1970 ging Bossel zurück nach Deutschland, wo er am Deutschen Zentrum für Luft- und Raumfahrt (DLR) in Göttingen bis 1979 Gruppenleiter war. 1975 war er Mitbegründer der Deutschen Gesellschaft für Sonnenenergie, deren 1. Vorsitzender bzw. Präsident er von 1976 bis 1978 war. 1978 gründete Bossel die Solentec GmbH in Adelebsen bei Göttingen. Das Beratungsunternehmen beschäftigte sich mit erneuerbaren Energien und rationeller Energienutzung. 1986 wechselte Bossel in die Industrie. Bei ABB in Baden AG (Schweiz) wurde er Projektleiter Brennstoffzelle und später Leiter der weltweiten Brennstoffzellenaktivitäten des Konzerns. 1991 verließ Bossel ABB und wurde freischaffender Innovationsberater für Brennstoffzellentechnik. Seit 1994 ist er Organisator des European Fuel Cell Forum in Luzern. Im Jahr 2000 gründete er in Oberrohrdorf die Fucellco AG, die seit 2007 als Almus AG firmiert.

## Arbeitsgebiete

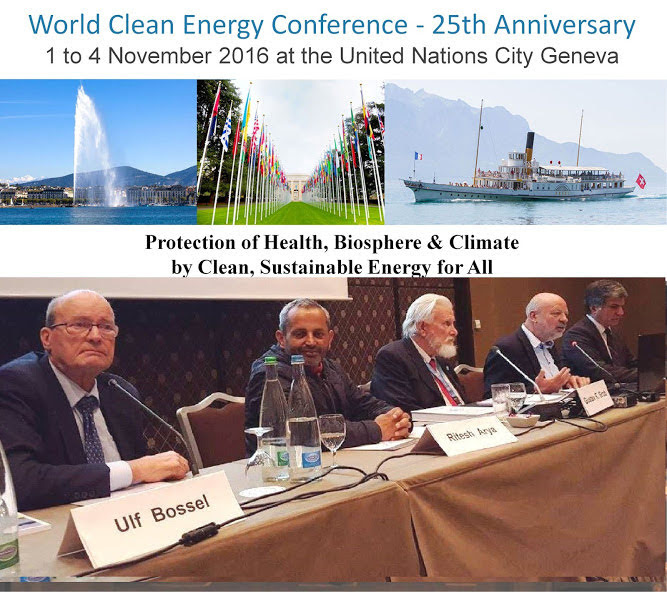
WORLD CLEAN ENERGY CONFERENCE 2016 @ UN City of Geneva

Bossel gilt als ausgewiesener Brennstoffzellenexperte und Kritiker der Wasserstoffwirtschaft. Er hält Wasserstoff für einen denkbar ungeeigneten Energieträger, „da bei seiner Herstellung viel Energie verbraucht und bei Transport und Lagerung viel Energie verloren gehe.“ Die mehrfache Transformation der Energie (Elektrolyse und Brennstoffzelle), sowie Speicherung und Transport, Umwandlungsverluste sprechen nach Meinung von Bossel gegen Wasserstoff als Energieträger. Der aus Strom gewonnene Wasserstoff werde „deshalb immer teurer sein als die regenerativ erzeugte Elektrizität“.
Bossel befürwortet eine effiziente „Elektronenwirtschaft“. Mit einer energieverschwendenden Wasserstoffwirtschaft könne die Energiewende nicht verwirklicht werden. Er weist darauf hin, dass sich im Rahmen der Energiewende der Energiebedarf sowie die Art der Energieversorgung und Energienutzung stark in Richtung ganzelektrisch verändern werden. Die Energiezukunft wird laut Bossel im Wesentlichen durch die Gesamtenergiebilanz einer Energieversorgung bestimmt, die mit grünem Primärstrom beginnt.

## Persönliches
Bossel ist mit Lisbeth Bossel-Locher verheiratet und hat zwei Töchter. Er ist seit 1995 Schweizer Bürger. Ulf Bossel ist der Bruder des Umweltforschers und Systemwissenschaftlers Hartmut Bossel.

## Mitgliedschaften
Ulf Bossel ist Mitglied des International Board of Advisors (IBoA) des European Fuel Cell Forum EFCF sowie Vorsitzender des Redaktionsbeirates der Zeitschrift Solarzeitalter.

## Publikationen (Auswahl)

### Monographien
- mit Hartmut Bossel, Richard V. Denton: Energie richtig genutzt. Müller, Karlsruhe 1976, ISBN 3-7880-7073-0.
- mit Bernd Gunold: Moderne Holzfeuerungsanlagen. Centrale Marketinggesellschaft der Deutschen Agrarwirtschaft, Bonn 1983, DNB 209417048.
- mit Bernd Gunold: Wärme aus Holz. Holzheizung in Theorie und Praxis. 2. Auflage. Müller, Karlsruhe, Rehm 1983, ISBN 3-7880-7230-X.
- Ulf Bossel: Energiewende zu Ende gedacht. Was denn sonst? Selbstverlag, Oberrohrdorf 2014, ISBN 978-3-03304773-0 (169 S., Neudruck: 2017).[11]

### Wissenschaftliche Fachartikel
- Ulf Bossel, Baldur Eliasson, Gordon Taylor: The Future of the Hydrogen Economy: Bright or Bleak? (PDF) In: planetforlife.com. 15. April 2003, abgerufen am 21. Februar 2022 (englisch).
- Ulf Bossel: On the Way to a Sustainable Energy Future. (PDF) In: www.uvic.ca. September 2005, abgerufen am 21. Februar 2022 (englisch).
- Ulf Bossel: Does a Hydrogen Economy make sense? (PDF) In: www.industrializedcyclist.com. Oktober 2006, abgerufen am 21. Februar 2022 (englisch, In: Proceedings of the IEEE. Band 94, Nr. 10, Oktober 2006, S. 1826–1837, doi:10.1109/JPROC.2006.883715).
- Ulf Bossel: CCS: Aber wohin mit dem CO2. (PDF) In: leibniz-institut.de. Leibniz-Institut für Interdisziplinäre Studien LIFIS, 27. Oktober 2009, abgerufen am 21. Februar 2022.
- Ulf Bossel: Wasserstoff löst keine Energieprobleme. LIFIS Online, 16. Dezember 2010, www.leibniz-institut.de, ISSN 1864-6972 (PDF)
- Ulf Bossel: Wasserstoff verhindert die Energiewende - Eine umfassende Energiebetrachtung. 15. Juni 2021, Klima- und Umweltbündnis Stuttgart
- Ulf Bossel: Die Rolle des Wasserstoffs in einer nachhaltig geführten Energiewirtschaft. (PDF; 211 kB)

## Auszeichnungen
- 2010: Christian-Friedrich-Schönbein-Ehrenmedaille für die Verdienste um den Brennstoffzellen-Technik in Europa[2]